# Leiopsammodius liviae
Leiopsammodius liviae är en skalbaggsart som beskrevs av Riccardo Pittino 1978. Leiopsammodius liviae ingår i släktet Leiopsammodius och familjen Aphodiidae. Inga underarter finns listade i Catalogue of Life.